# インディアナ (小惑星)
インディアナ (1602 Indiana) は小惑星帯にある小惑星。インディアナ小惑星計画によってゲーテ・リンク天文台で発見された。
インディアナ州とインディアナ大学に因んで名付けられた。